# James Tiberius Kirk
James Tiberius Kirk, también conocido como James T. Kirk o simplemente como Capitán Kirk, es un personaje ficticio de la franquicia de ciencia ficción Star Trek. Es presentado como el capitán de la nave estelar USS Enterprise (NCC-1701) y NCC-1701-A y  lidera a su tripulación mientras exploran extraños nuevos mundos y nuevas civilizaciones, atreviéndose a ir "a dónde nadie ha ido jamás". A menudo, los personajes de Spock y Leonard "Bones" McCoy actúan como sus cajas de resonancia lógica y emocional, además de ser sus grandes amigos. Es el protagonista de la serie original y de las siete primeras películas de Star Trek, donde le dio vida el actor canadiense William Shatner.
El actor estadounidense Chris Pine interpreta una versión joven alternativa del personaje en la película Star Trek de 2009. Pine repitió su papel en Star Trek Into Darkness (2013) y en Star Trek Beyond (2016). Paul Wesley interpreta a Kirk en la serie Star Trek: Strange New Worlds de Paramount+, ambientada antes de la capitanía del Enterprise de Kirk. Otros actores han interpretado al personaje en medios creados por fanáticos, y el personaje ha sido objeto de múltiples parodias y sátiras.

## Biografía en el universo de Star Trek
Poco se sabe sobre los orígenes de Kirk, salvo que nació en Iowa, en los actuales Estados Unidos. Otro de los lugares de nacimiento que se baraja como posible para Kirk es Riverside, aunque muchos otros pueblos de Iowa se han proclamado como el futuro lugar de nacimiento del más carismático capitán de la Enterprise.
Su fecha de nacimiento tampoco ha sido establecida, pero se ha sugerido como posible el 22 de marzo de 2233 en la fecha estelar 1277.1, basándose en la edad y fecha de nacimiento reales del actor William Shatner. 
Su padre es el comandante George Kirk, interpretado en Star Trek XI (2009) por el actor Chris Hemsworth. Su madre es Winona Kirk interpretada por Jennifer Morrison y su hermano George Samuel Kirk. 

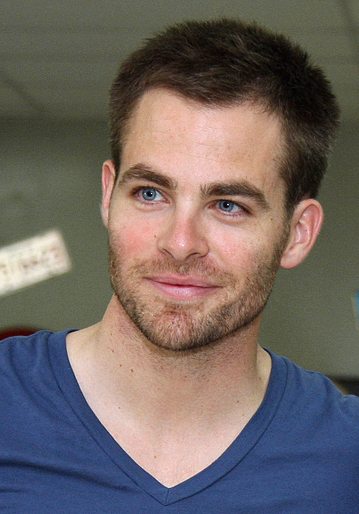
Chris Pine, elegido para el reboot de Star Trek como el comandante James Kirk.

Durante su juventud en Tarsus IV, fue uno de los nueve únicos supervivientes y testigos de la masacre de 4000 colonos debido al exterminio útil llevado a cabo por Kodos el ejecutor para que la colonia pudiera sobreponerse a una hambruna. George Samuel y Aurelan Kirk, el hermano mayor y la cuñada de Kirk, murieron en la invasión de los parásitos neuronales en Deneva, en 2267. El sobrino de Kirk, Peter Kirk, sobrevivió.
Desarrolló una distinguida carrera en la Academia de la Flota Estelar, siendo la primera persona en superar la prueba del Kobayashi Maru que había reprobado a cadetes durante muchas décadas. Dado que el simulador estaba preparado para que cualquier acción de los cadetes terminara en fracaso, Kirk se decidió a reescribir el programa para permitirse rescatar a la tripulación del Kobayashi Maru, algo que hizo tres veces consecutivas ante el asombro de su instructor. Le felicitaron por su pensamiento original. Su número de serie de la Flota es el SC 937-0176 CEC.
Kirk comenzó en la flota como cadete en 2250. Cuando aún era un estudiante de la Academia, obtuvo un ascenso a alférez y un puesto para continuar sus estudios a bordo de la USS Republic en el año 2251. Ascendió nuevamente a subteniente en 2253 y regresó a la Academia de la Flota como instructor. Kirk se ganó la reputación de "Enciclopedia Andante" y se comenta que en sus clases… “o pensabas o pensabas”.
Hasta su graduación en la Flota Estelar en 2254, Kirk ascendió a teniente y sirvió a bordo de la USS Farragut (NCC-1647). Kirk obtuvo una enorme cantidad de experiencia en la Farragut, dirigiendo su primera exploración planetaria y saliendo vivo de un ataque mortal perpetrado por un ente gaseoso llamado Beta XII A, en el que falleció gran parte de la tripulación de la Farragut, incluido su capitán Garrovik.
Las andanzas de James Kirk entre 2254 y 2263 jamás se han mencionado en Star Trek" se hizo Comandante en 2262. Teorías posteriores sostienen que Kirk ascendió a comandante en 2260 y fue asignado como oficial al cargo para el reacondicionamiento de la Enterprise, cuando la nave pasó diez años a cargo del capitán Christopher Pike. Estas tareas forjaron en Kirk la idea de poder convertirse en el próximo comandante de la Enterprise, reforzada por su ascenso a capitán en 2263, a la vez que Pike se retiraba de la Flota.
Kirk se convirtió en el capitán de la USS Enterprise (NCC-1701). Según la serie animada que no se considera canónica, sin embargo, fue el tercero, sucediendo al capitán Robert April que heredó de Pike el mando de la nave. Pero hasta que una serie con personajes reales o alguna de las películas corrobore la existencia de April, cualquier información al respecto se considera fanon, no canon. Algunas fuentes dicen haber observado que el capitán April fue el primer comandante de la Enterprise en una lista aparecida como fondo de escena en algún episodio de Star Trek: la nueva generación, pero está sin confirmar.
Kirk comandó la Enterprise en su histórica misión de 5 años, desde 2264 a 2269. Al completar la misión le ascendieron a almirante (saltándose el rango de comodoro) y fue asignado como Jefe de operaciones de la Flota, mientras la Enterprise estuvo en un período de 2½ años de reacondicionamiento.
En 2272, para superar la crisis surgida con V'Ger, el almirante Kirk tomó el mando temporal de la Enterprise, relevando al capitán Willard Decker. Tras la desaparición de Decker, aparentemente Kirk volvió a estar al mando de la nave. Se ha rumoreado mucho entre los fanes, que una nueva misión de cinco años tuvo lugar después a bordo de la Enterprise, sin embargo ni este hecho, ni las especulaciones acerca de una degradación voluntaria de Kirk al rango de capitán para seguir al mando en vez de ser oficial de mayor graduación, son canónicas. Entre 2272 y 2284, los detalles de la carrera de Kirk son desconocidos. Lo que es seguro es que alrededor de 2282 Kirk abandonó la Flota Estelar (visto en Star Trek VII: La próxima generación) y regresó a ella, como almirante, en 2284 (Según algunas fuentes, entre ellos los productores de la película y el departamento de vestuario, el rango de Kirk es en realidad el de vicealmirante. Sin embargo esto es extraoficial, y según el canon Kirk es almirante).
En 2284, Kirk estaba al mando del departamento de entrenamiento de la Academia de la Flota Estelar y finalmente tomó el mando de la Enterprise con intención de vencer a su viejo enemigo Khan Noonieng Singh. Mantuvo el mando de la nave tras el fallecimiento del actual capitán Spock. Como consecuencia de haber secuestrado la Enterprise y saboteado la USS Excelsior (NX-2000) en 2285 para intentar resucitar a Spock, fue degradado a capitán. Posteriormente, y a raíz de haber salvado a la Tierra de la destrucción total por parte de una sonda alienígena que buscaba contacto con ballenas grises, a Kirk se le entregó el mando de una nueva USS Enterprise, la NCC-1701-A, que capitaneó hasta cerca de 2293.
Tuvo un hijo, llamado David, con la Dra. Carol Marcus, pero fue asesinado por los klingon en 2285. En su diario personal, años después grabaría que jamás perdonaría a los klingon la muerte de su hijo. Esta grabación se usó en su contra durante un juicio en una Corte Klingon en la que se le acusaba de asesinar al canciller Klingon Gorkon en 2293; fue condenado a cadena perpetua en las minas prisión de Gulag Rura Penthe, pero fue rescatado y se demostró su inocencia.
En 2294 desapareció (dándole por muerto) cuando la USS Enterprise (NCC-1701-B) resultó dañada al entrar dentro del Nexus. En el plano de existencia dentro del Nexus, conoció al capitán Picard, quien le insistió para regresar con él al planeta Veridian III en el año 2371 del universo real y detener el intento de Tolian Soran por regresar al Nexus, evitando así la muerte de los 230 millones de habitantes de Veridian IV. En esta última batalla contra Soran, Kirk se sacrificó para detener el plan de Soran, y sus restos fueron enterrados en este planeta por Picard.
Sus tácticas y aventuras son legendarias y bien conocidas en los cuadrantes Alfa y Beta y aún son mencionados en el siglo XXIV.

### Línea Kelvin
En el reinicio cinematográfico de la franquicia, el personaje es interpretado por Chris Pine. Esta serie se desarrolla en un curso alternativo de eventos conocido como la "Línea de tiempo de Kelvin"  que revela diferentes orígenes de Kirk, la formación de su asociación con Spock y cómo llegaron a servir juntos en el Enterprise.  Mientras que la serie original retrataba a Kirk como si hubiera nacido en Iowa, la película de Star Trek lo retrata naciendo en un transbordador que escapa de la nave estelar USS Kelvin en una línea de tiempo alternativa en la que su padre muere cuando el Kelvin es atacado por un barco romulano del futuro.  En la película, George y Winona Kirk nombran a su hijo James Tiberius en honor a su abuelo materno y paterno, respectivamente. 
Aunque la película trata detalles específicos de Star Trek como mutables, las caracterizaciones deben "permanecer iguales"  aunque inicialmente se retrata a Kirk como "un rebelde imprudente que pelea en un bar"  pero que finalmente madura.  Según Pine, el personaje es "un chico de 25 años [que actúa como] un chico de 15" y que está "enojado con el mundo",  hasta que se inscribe en la Academia de la Flota Estelar básicamente después siendo 'desafiado' por el Capitán Christopher Pike.
Kirk y Spock chocan en la Academia de la Flota Estelar, pero en el transcurso de la película, Kirk concentra su "pasión, obstinación y el espectro de emociones" y se convierte en capitán del Enterprise. También lo ayuda un encuentro con un Spock, desplazado en el tiempo, de la línea temporal original, quien inspira a Kirk a desarrollar todo su potencial después de conocer la versión paralela de sí mismo y sus logros como Capitán en su línea de tiempo.

## Desarrollo

### Versión de Shatner

#### Concepción en televisión
Jeffrey Hunter interpretó al comandante del USS Enterprise, el capitán Christopher Pike, en el piloto de televisión rechazado de Star Trek "The Cage".  Al desarrollar un nuevo episodio piloto, "Where No Man Has Gone Before", el creador de la serie Gene Roddenberry cambió el nombre del capitán a "James Kirk" después de rechazar otras opciones como Hannibal, Timber, Flagg y Raintree.  El título del episodio puede haber sido inspirado por el Capitán James Cook, cuya entrada en el diario "la ambición me lleva... más lejos que cualquier otro hombre antes que yo" inspiró el título del episodio,  y se convirtió en el eslogan de la serie en la voz en off de apertura. El personaje está basado en parte en el héroe Horatio Hornblower de CS Forester,  y NBC quería que el programa enfatizara el "individualismo rudo" del capitán.  Roddenberry había usado previamente el segundo nombre de Tiberius para el personaje principal de su anterior serie de televisión, The Lieutenant, que presentaría a varios actores que luego serían parte de la producción de Star Trek.
Jack Lord fue la elección original de Desilu Productions para interpretar a Kirk, pero su exigencia de poseer el cincuenta por ciento del programa hizo que no lo contrataran.  El segundo episodio piloto fue un éxito y "Where No Man Has Gone Before" se transmitió como el tercer episodio de Star Trek el 22 de septiembre de 1966.
William Shatner intentó imbuir al personaje con cualidades de "asombro y asombro" ausentes en "The Cage".  También recurrió a sus experiencias como actor de Shakespeare para revitalizar al personaje, cuyo diálogo a veces está cargado de jerga.  Shatner no sólo se inspiró en la sugerencia de Roddenberry sobre Hornblower, sino también en Alejandro Magno  – "el atleta y el intelectual de su tiempo" – a quien Shatner había interpretado para un piloto de televisión no vendido dos años antes. Además, el actor basó a Kirk en parte en sí mismo porque "el factor de fatiga [tras semanas de rodaje diario] es tal que intentas ser lo más honesto posible contigo mismo".  Shatner, un veterano de la comedia, sugirió hacer que los personajes del programa se sintieran tan cómodos trabajando en el espacio como lo estarían en el mar, haciendo así que Kirk fuera un humorístico "buen amigo el capitán, que en momentos de necesidad se apresuraría y se convertiría en el guerrero".  Cambiar el personaje para que fuera "un hombre con emociones muy humanas" también permitió el desarrollo del personaje de Spock.  Shatner escribió que "Kirk era un hombre que se maravillaba y apreciaba enormemente las infinitas sorpresas que le presentaba el universo... No daba las cosas por sentado y, más que nada, respetaba la vida en cada una de sus extrañas formas de aventuras semanales".

#### Concepción en películas
Shatner no esperaba que Star Trek tuviera éxito,  así que cuando fue cancelada en 1969, asumió que sería el fin de su asociación con la franquicia.  Siguiendo la popularidad de Star Trek después de su cancelación, Shatner pasó a prestar su voz a Kirk en la serie animada,  protagonizó las primeras siete películas de Star Trek,  y proporcionó actuación de voz para varios juegos.  El director y escritor de Star Trek II: The Wrath of Khan, Nicholas Meyer, que nunca había visto un episodio de Star Trek antes de que le asignaran la dirección,  concibió una atmósfera de "Hornblower en el espacio exterior", sin darse cuenta de que esos libros habían sido una influencia en el programa.  Meyer también enfatizó los paralelismos con Sherlock Holmes, en el sentido de que ambos personajes se consumen en ausencia de estímulos: nuevos casos para Holmes; Aventuras en naves espaciales para Kirk. 
El guion de Meyer de La ira de Khan se centra en la edad de Kirk, y McCoy le regala un par de anteojos como regalo de cumpleaños. El guion dice que Kirk tiene 49 años, pero Shatner no estaba seguro de ser específico sobre la edad de Kirk  porque dudaba en interpretar una versión de sí mismo de mediana edad.  Shatner cambió de opinión cuando el productor Harve Bennett lo convenció de que podía envejecer con gracia como Spencer Tracy.  El sacrificio de Spock al final de la película permite el renacimiento espiritual de Kirk; Después de comentar anteriormente que se siente viejo y agotado, Kirk afirma en la escena final que se siente "joven".  Además, la solución abnegada de Spock al escenario sin salida de Kobayashi Maru, en el que Kirk había hecho trampa, obliga a Kirk a enfrentar la muerte y crecer como personaje.
Tanto Shatner como el público de prueba no estaban satisfechos con el hecho de que Kirk recibiera un disparo fatal en la espalda en el final original de la película Star Trek Generations.  Un apéndice insertado mientras se imprimían las memorias de Star Trek Movie Memories de Shatner expresa su entusiasmo por haber sido llamado nuevamente para filmar un final reescrito.  A pesar de la reescritura, el coguionista de Generations, Ronald D. Moore, dijo que la muerte de Kirk, que pretendía "resonar en toda la franquicia de Star Trek",  no logró "resultar los temas [de la muerte y la mortalidad] en como queríamos".  Malcolm McDowell, cuyo personaje mata a Kirk, estaba insatisfecho con ambas versiones de la muerte de Kirk: creía que Kirk debería haber sido asesinado "a lo grande".  McDowell afirma haber recibido amenazas de muerte después de que Generations fuera liberado. 

### Versión de Pine
En Star Trek (2009), los guionistas Alex Kurtzman y Roberto Orci centraron su historia en Kirk y Spock en la línea de tiempo alternativa de la película mientras intentaban preservar los rasgos clave de los personajes de las representaciones anteriores.  Kurtzman dijo que elegir a alguien cuya interpretación de Kirk mostrara que el personaje "está siendo honrado y protegido" fue "complicado", pero que "el espíritu de Kirk está muy vivo y coleando" en la representación de Pine.  Debido a su creencia de que no podía tomarse a sí mismo en serio como líder, Pine recordó haber tenido dificultades con su audición, lo que le obligó a "ladrar jerga Trek '", pero su carisma impresionó al director J. J. Abrams.  La química de Pine con Zachary Quinto, interpretando a Spock, llevó a Abrams a ofrecerle el papel a Pine.  Jimmy Bennett interpretó a Kirk en escenas que representan la infancia del personaje.  Los escritores recurrieron al material de la novela Best Destiny en busca de inspiración sobre la infancia de Kirk.
Al prepararse para interpretar a Kirk, Pine decidió adoptar los rasgos clave del personaje: "encantador, divertido, líder de hombres", en lugar de tratar de encajar en la "imagen predigerida" de la interpretación de Shatner.  Pine específicamente no intentó reflejar la cadencia de Shatner, creyendo que hacerlo se convertiría en "una personificación".  Pine dijo que quería que su interpretación de Kirk se pareciera más a los personajes de Indiana Jones o Han Solo de Harrison Ford, destacando su humor y sus rasgos de "héroe accidental".
Durante la producción de la película surgió un malentendido sobre la posibilidad de que Shatner hiciera un cameo.  Según Abrams, el equipo de producción consideró formas de resucitar al fallecido personaje de Kirk de Shatner, pero no pudo idear una manera que no fuera "poco convincente".  Sin embargo, Abrams creía que Shatner malinterpretó el lenguaje acerca de tratar de incluir "él" en la película como una referencia a Shatner, y no a su personaje. Shatner lanzó un video de YouTube expresando su decepción por no haber sido contactado para un cameo.  Aunque Shatner cuestionó la sabiduría de no incluirlo en la película, predijo que la película sería "maravillosa"  y que estaba "bromeando" acerca de que Abrams no le ofreció un cameo.

## Recepción
Según Shatner, los primeros críticos de Star Trek describieron su actuación como "de madera", y la mayor parte de los elogios de actuación del programa y el interés de los medios fueron para Nimoy.  Sin embargo, los gestos de Shatner al interpretar a Kirk se han vuelto "reconocibles al instante"  y Shatner ganó un premio Saturn al mejor actor en 1982 por La ira de Khan.  El director de Star Trek II, Nicholas Meyer, dijo que Shatner "da la mejor actuación de su vida" en La ira de Khan.  The Guardian calificó la interpretación de Pine de Kirk como un "éxito rotundo",  y The Boston Globe dijo que Pine es "un chico excelente y atrevido, Kirk". Slate, que llamó a Pine "una joya", describió su actuación como "canalizar" a Shatner sin ser una personificación.
En 2012, IGN clasificó al personaje Capitán Kirk, como se muestra en la serie original, las películas y al nuevo Kirk en la película Star Trek de 2009, como el personaje principal número uno del universo de Star Trek.  En 2016, Kirk fue clasificado como el personaje número uno más importante de la Flota Estelar dentro del universo de ciencia ficción de Star Trek por la revista Wired, entre 100 personajes de la franquicia. 
En 2018, CBR clasificó a Kirk como el mejor personaje de la Flota Estelar de Star Trek, incluidas series de televisión posteriores. 
En julio de 2019, Screen Rant clasificó a Kirk como el octavo personaje más inteligente de Star Trek.

## Impacto cultural
En una encuesta de la Fundación Espacial de 2010 , Kirk empató con el cosmonauta Yuri Gagarin como el sexto héroe espacial más popular. 

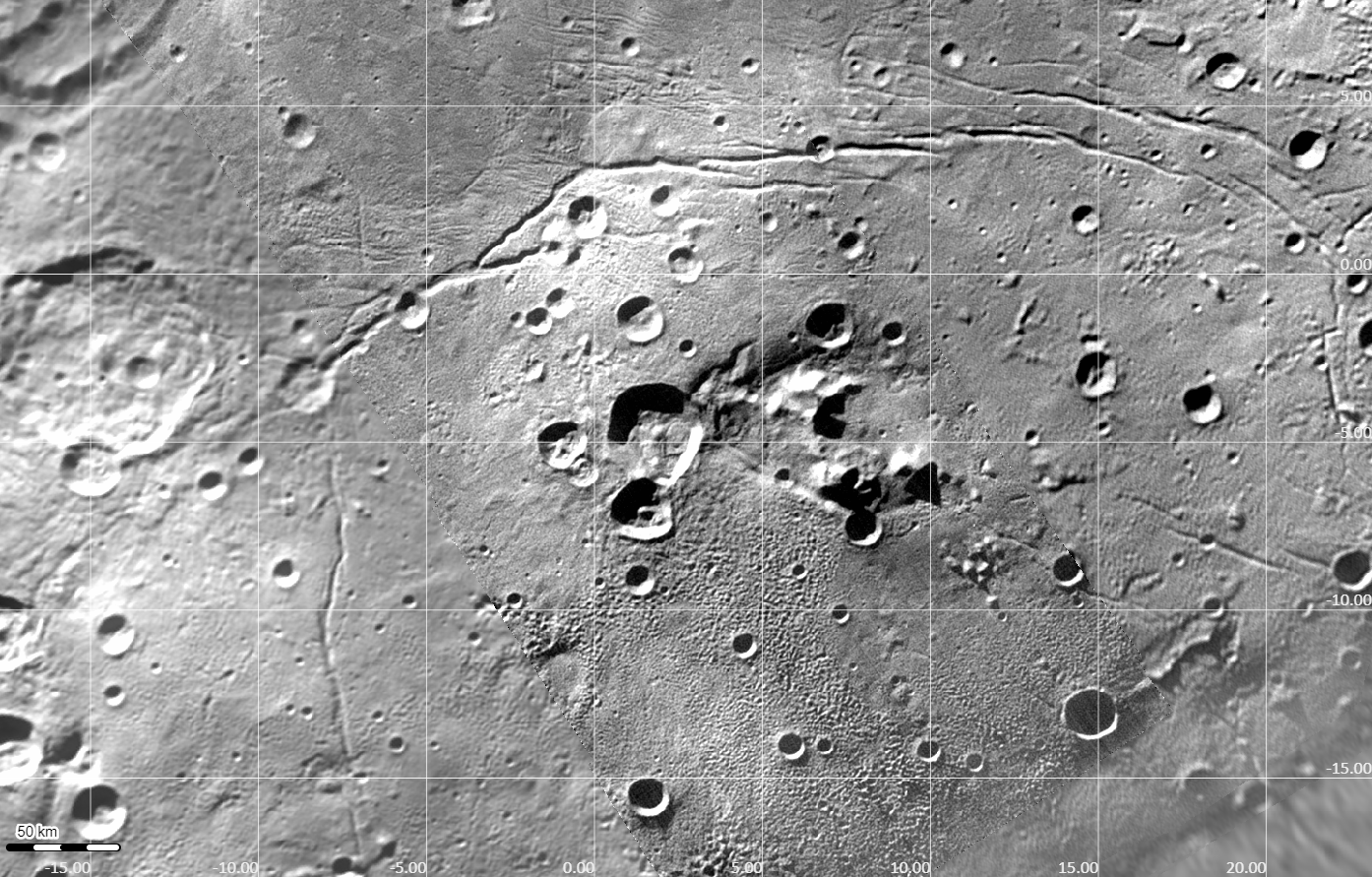
El cráter Kirk es el que está en el centro de esta imagen.

Un pequeño cráter, descubierto por la sonda espacial New Horizons,  en la luna Caronte, del planeta enano Plutón, durante su misión a dicho planeta, fue denominado Kirk en homenaje a la serie y sus personajes, quienes también le dan nombre a otros cráteres.
En octubre de 2021, Shatner voló al espacio a bordo de una cápsula suborbital de Blue Origin. A los 90 años, se convirtió en la persona de mayor edad en volar al espacio y en una de las primeras 600 en hacerlo. 